# Velîke, Hadeaci
Velîke (în ucraineană Велике) este un sat în comuna Martînivka din raionul Hadeaci, regiunea Poltava, Ucraina.

## Demografie
Componența lingvistică a localității Velîke
     Ucraineană (97,65%)
     Rusă (2,35%)
Conform recensământului din 2001, majoritatea populației localității Velîke era vorbitoare de ucraineană (97,65%), existând în minoritate și vorbitori de rusă (2,35%).